# Matthew Elshoff
Matthew Gregory Elshoff OFMCap (* 24. September 1955 in Cincinnati) ist ein US-amerikanischer römisch-katholischer Ordensgeistlicher und Weihbischof in Los Angeles.

## Leben
Matthew Elshoff trat der Ordensgemeinschaft der Kapuziner bei und legte am 22. September 1979 die ewige Profess ab. Das Philosophiestudium absolvierte er in der Saint Albert’s Priory in Oakland; Theologie studierte er an der Dominican School of Philosophy and Theology in Berkeley. Anschließend erwarb er einen Master in Ehe- und Familientherapie am California Family Study Center in Hollywood. Am 18. Juni 1982 empfing er durch den Erzbischof von Los Angeles, Timothy Kardinal Manning, das Sakrament der Priesterweihe.
In seiner Ordensgemeinschaft war er bis 1985 in der Berufungspastoral tätig Anschließend war er in verschiedenen Aufgaben in der Ausbildung des Ordensnachwuchses, in der Pfarr- und Schulseelsorge tätig. Von 2008 bis 2014 war er Provinzialminister seiner Ordensprovinz. Vor der Ernennung zum Weihbischof war er zuletzt ab 2018 Pfarrer der Kapuzinerpfarrei Saint Lawrence of Brindisi in Los Angeles.
Papst Franziskus ernannte ihn am 18. Juli 2023 zum Titularbischof von Lamzella und zum Weihbischof in Los Angeles. Der Erzbischof von Los Angeles, José Horacio Gómez, spendete ihm und den mit ihm ernannten Weihbischöfen Albert Bahhuth, Brian Nunes und Slawomir Szkredka am 26. September desselben Jahres in der Kathedrale Unserer Lieben Frau von den Engeln die Bischofsweihe.  Mitkonsekratoren war Gerald Eugene Wilkerson, emeritierter Weihbischof, sowie Alejandro Aclan, Weihbischof in Los Angeles.